# دهستان خسبیجان
دهستان خسبیجان، یکی از دهستان‌های بخش مهاجران شهرستان شازند در استان مرکزی ایران است. مرکز این دهستان، روستای خسبیجان است.

## جمعیت
بر پایه سرشماری عمومی نفوس و مسکن در سال ۱۳۹۵، جمعیت دهستان خسبیجان برابر با ۱٬۸۱۴ نفر بوده است.